# Тіріка буроплечий
Тіріка буроплечий (Brotogeris jugularis) — птах родини папугових.

## Зовнішній вигляд
Довжина тіла 18 см, хвоста 7 см. Голова й нижній бік тіла зелений, але з відтінками: голова має світло-синюватий відтінок, а нижній бік тіла — маслиново-жовтий. На горлі пляма помаранчево-червоного кольору. Нижнє покривне пір'я крила має золотаво-коричневий відтінок. Навколо очей є біле кільце. Дзьоб солом'яно-жовтий.

## Розповсюдження
Поширений у південній частині Мексики до Колумбії й Венесуели.

## Спосіб життя
Населяють субтропічні й тропічні ліси. Дуже життєрадісні й рухливі птахи. Люблять багато літати й бігати.

## Класифікація
Вид включає 2 підвиди:
- Brotogeris jugularis exsul Todd, 1917
- Brotogeris jugularis jugularis (Statius Muller, 1776)